# Belarussischer Fußballpokal

Logo des belarussischen Fußballverbandes Belaruskaja Federazyja Futbola (BFF)

Der belarussische Fußballpokal (belarussisch Кубак Беларусі Kubak Belarusi) ist ein nationaler Fußball-Pokalwettbewerb für belarussische Männerfußball-Vereinsmannschaften. Er wird seit 1992, dem Jahr nach der Unabhängigkeit von Belarus, jährlich ausgetragen und ist nach der Meisterschaft der zweitwichtigste Fußballwettbewerb des Landes. Der Sieger bekommt einen Platz in der Qualifikationsrunde zur UEFA Europa League. Rekordsieger ist mit fünf Titeln BATE Baryssau und der aktuelle Titelträger 2025 ist der FK Njoman Hrodna.

## Modus
Der Pokal wird im K.-o.-System ausgespielt, der Sieger erreicht jeweils die nächste Runde. In den ersten beiden Runden haben unterklassige Vereine Heimrecht, die Achtel-, Viertel- und Halbfinalbegegnungen werden jeweils mit Hin- und Rückspiel ausgetragen. Das Endspiel findet an einem neutralen Ort statt.
Im Gegensatz zur Meisterschaft, die innerhalb eines Kalenderjahres ausgetragen wird, startet der Pokalwettbewerb in der zweiten Jahreshälfte und das Endspiel findet in der Regel im Mai des folgenden Jahres statt.
| Jahr  | Austragungsort                | Sieger                      | Ergebnis              | Finalist                    | Zuschauer |
| ----- | ----------------------------- | --------------------------- | --------------------- | --------------------------- | --------- |
| 01992 | Dinamo-Stadion, Minsk         | 0FK Dinamo Minsk            | 6:1                   | 0Dnjapro Mahiljou           | 02.500    |
| 01993 | Dinamo-Stadion, Minsk         | 0FK Njoman Hrodna           | 2:1                   | 0Wedrytsch Retschyza        | 11.000    |
| 01994 | Dinamo-Stadion, Minsk         | 0FK Dinamo Minsk            | 3:1                   | 0Fandok Babrujsk            | 03.000    |
| 01995 | Dinamo-Stadion, Minsk         | 0Dinamo-93 Minsk            | 1:1 n. V., 7:6 i. E.  | 0Tarpeda Mahiljou           | 02.500    |
| 01996 | Dinamo-Stadion, Minsk         | 0MPKC Mazyr                 | 4:1                   | 0FK Dinamo Minsk            | 07.600    |
| 01997 | Dinamo-Stadion, Minsk         | 0Belschyna Babrujsk         | 2:0                   | 0Dinamo-93 Minsk            | 07.000    |
| 01998 | Dinamo-Stadion, Minsk         | 0FK Wizebsk                 | 2:1 n. V.             | 0FK Dinamo Minsk            | 04.000    |
| 01999 | Dinamo-Stadion, Minsk         | 0Belschyna Babrujsk         | 1:1 n. V., 4:2 i. E.  | 0Slawija Masyr              | 04.500    |
| 02000 | Dinamo-Stadion, Minsk         | 0Slawija Masyr              | 2:1                   | 0Tarpeda-MAZ Minsk          | 04.000    |
| 02001 | Dinamo-Stadion, Minsk         | 0Belschyna Babrujsk         | 1:0                   | 0Slawija Masyr              | 08.000    |
| 02002 | Dinamo-Stadion, Wizebsk       | 0FK Homel                   | 2:0                   | 0BATE Baryssau              | 03.600    |
| 02003 | Dinamo-Stadion, Minsk         | 0FK Dinamo Minsk            | 2:0                   | 0Lokomotive Minsk           | 12.000    |
| 02004 | Dinamo-Stadion, Minsk         | 0FK Schachzjor Salihorsk    | 1:0 n. V.             | 0FK Homel                   | 08.500    |
| 02005 | Dinamo-Stadion, Minsk         | 0MTZ-RIPA Minsk             | 2:1                   | 0BATE Baryssau              | 15.500    |
| 02006 | Dinamo-Stadion, Minsk         | 0BATE Baryssau              | 3:1 n. V.             | 0FK Schachzjor Salihorsk    | 05.200    |
| 02007 | Dinamo-Stadion, Minsk         | 0FK Dinamo Brest            | 0:0 n. V., 4:3 i. E.  | 0BATE Baryssau              | 09.500    |
| 02008 | Dinamo-Stadion, Minsk         | 0MTZ-RIPA Minsk             | 2:1                   | 0FK Schachzjor Salihorsk    | 08.500    |
| 02009 | Dinamo-Stadion, Minsk         | 0Naftan Nawapolazk          | 2:1 n. V.             | 0FK Schachzjor Salihorsk    | 09.000    |
| 02010 | Dinamo-Stadion, Minsk         | 0BATE Baryssau              | 5:0                   | 0Torpedo Schodsina          | 10.200    |
| 02011 | Traktar-Stadion, Minsk        | 0FK Homel                   | 2:0                   | 0Njoman Hrodna              | 09.000    |
| 02012 | Dinamo-Stadion, Minsk         | 0Naftan Nawapolazk          | 2:2 n. V., 4:3 i. E.  | 0FK Minsk                   | 09.800    |
| 02013 | Torpedo-Stadion, Schodsina    | 0FK Minsk                   | 1:1 n. V., 4:1 i. E.  | 0FK Dinamo Minsk            | 05.200    |
| 02014 | Baryssau-Arena, Baryssau      | 0FK Schachzjor Salihorsk    | 1:0                   | 0Njoman Hrodna              | 11.000    |
| 02015 | Zentralstadion, Homel         | 0BATE Baryssau              | 4:1                   | 0FK Schachzjor Salihorsk    | 09.100    |
| 02016 | Regionaler Sportkomplex Brest | 0Torpedo Schodsina          | 0:0 n. V., 3:2 i. E.  | 0BATE Baryssau              | 04.500    |
| 02017 | Njoman-Stadion, Hrodna        | 0FK Dinamo Brest            | 1:1 n. V., 10:9 i. E. | 0FK Schachzjor Salihorsk    | 08.479    |
| 02018 | Spartak-Stadion, Mahiljou     | 0FK Dinamo Brest            | 3:2                   | 0BATE Baryssau              | 07.200    |
| 02019 | Dinamo-Stadion, Wizebsk       | 0FK Schachzjor Salihorsk    | 2:0                   | 0FK Wizebsk                 | 07.954    |
| 02020 | Dinamo-Stadion, Minsk         | 0BATE Baryssau              | 1:0 n. V.             | 0FK Dinamo Brest            | 05.700    |
| 02021 | Zentralstadion, Homel         | 0BATE Baryssau              | 2:1                   | 0FK Islatsch Minsk Rajon    | 06.253    |
| 02022 | Dinamo-Stadion, Minsk         | 0FK Homel                   | 2:1                   | 0BATE Baryssau              | 10.587    |
| 02023 | Dinamo-Stadion, Minsk         | 0FK Tarpeda-BelAS Schodsina | 2:0                   | 0BATE Baryssau              | 21.058    |
| 02024 | Torpedo-Stadion, Schodsina    | 0FK Njoman Hrodna           | 2:0                   | 0FK Islatsch Minsk Rajon    | 05.714    |
| 02025 | Njoman-Stadion, Hrodna        | 0FK Njoman Hrodna           | 3:0                   | 0FK Tarpeda-BelAS Schodsina | 08.311    |